# George Bannatyne
George Bannatyne (Newtyle, Forfarshire, 22 de fevereiro de 1545 – 1608) foi um comerciante escocês de Edimburgo. É, no entanto, mais conhecido como um colecionador de poemas escoceses. Compilou uma antologia da poesia Scots de sua época. Seu trabalho estendeu-se a oitocentas páginas, divididas em cinco partes.

## Juventude

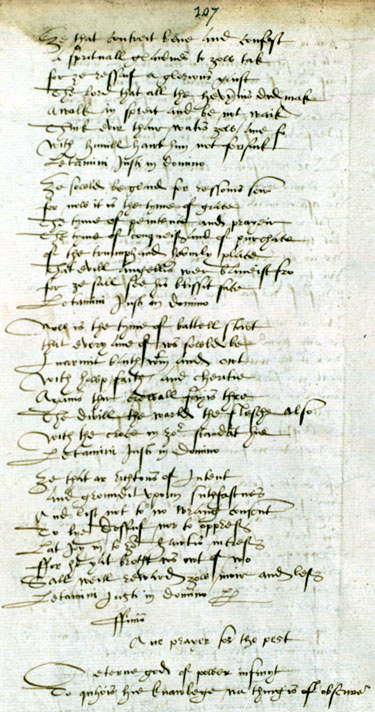
Uma página do Manuscrito Bannatyne. (Biblioteca Nacional da Escócia)

George Bannatyne foi o sétimo filho de James Bannatyne e de Katharine Tailliefer, nasceu no dia 22 de fevereiro de 1545 e foi criado para ser comerciante. É, no entanto, bastante incerto quando foi que ele começou a se envolver no comércio por conta própria, ou se passou sua juventude ou não como comerciante.
Julgando, no entanto, como o mundo está apto a julgar, deve-se supor, a partir de seu gosto pela poesia, e por ter sido um poeta, que ele não era, ao menos, um pretendente zeloso a qualquer atividade comercial. Dois poemas seus, escritos antes dos vinte e três anos, estão cheios de afeição ardente, embora vaidosa, por uma bela amada, que ele descreve nos termos mais extravagantemente elogiosos. É também suposto que, nesta idade, embora obrigado a procurar alguma diversão durante um tempo de isolamento necessário, ele não poderia ter encontrado os meios para coletar, ou o gosto para executar, tal quantidade de poesia como aquela que leva seu nome, se ele não tivesse quase totalmente se dedicado a essa busca em particular.
Em 1568, quando a Peste negra assolou Edimburgo, ele se retirou para seu condado natal e ocupou o tempo escrevendo cópias de poemas dos poetas escoceses do século XV e início do XVI. Seu trabalho estendeu-se a oitocentas páginas, divididas em cinco partes.

## O Manuscrito Bannatyne
O Manuscrito de Bannatyne é, assim com os manuscritos de Asloan e de Maitland, uma das grandes fontes da literatura médio Scots. Ele contém muitos trabalhos de Henryson, Dunbar, Lyndsay, Alexander Scott e Alexander Montgomerie.
O manuscrito foi passado por Bannatyne para sua única filha Janet e, mais tarde, para a família de seu marido, os Foulises de Woodhall e Ravelston, perto de Edimburgo. Depois, através de vários proprietários privados, à Biblioteca dos Advogados de Edimburgo. Atualmente ele pertence à Biblioteca Nacional da Escócia.
Partes dele foram reimpressas (com modificações) por Allan Ramsay em seu Ever Green (1724), e mais tarde, e mais corretamente, por Lord Hailes em seus Ancient Scottish Poems (1770). Todo o texto foi publicado pelo Hunterian Club (1873-1902) em um formato bonito e geralmente preciso. O nome de Bannatyne foi honrado em 1823 pela fundação em Edimburgo do Bannatyne Club, dedicado à publicação de material histórico e literário de fontes escocesas. A trigésima terceira edição do clube (1829) foi Memorials of George Bannatyne (1545-1608), com um livro de memórias de Sir Walter Scott e um relato do manuscriro por David Laing.